# Caroline Truchon
Caroline Truchon (* 7. Juli 1988 in Chicoutimi) ist eine kanadische Shorttrackerin.
Sie begann im Alter von sieben Jahren mit Eisschnelllaufen und Shorttrack. Im Jahr 2009 nahm sie erstmals an der nationalen Weltcupausscheidung teil und wurde ein Jahr später in die Nationalmannschaft aufgenommen. In der Saison 2010/11 debütierte Truchon im Weltcup. Sie startete bei insgesamt zwei Weltcups und erreichte über 500 m jeweils das Halbfinale. Sie bestritt in Warschau bei der Teamweltmeisterschaft ihre erste internationale Meisterschaft, mit dem kanadischen Team belegte sie den vierten Rang. In der Saison 2011/12 steigerte sie sich weiter und konnte über 500 m zunächst mehrmals das Halbfinale und schließlich in Shanghai erstmals ein Finale erreichen. In Saguenay wurde sie mit der Staffel zudem Zweite und nahm damit erstmals eine Podestplatzierung im Weltcup ein. Sie startete bei der Weltmeisterschaft in Shanghai mit der Staffel und belegte im Finale Rang vier.